# Purkinjefiber

Bild över cellerna som styr hjärtslagen.

Purkinjefibrer (Purkinjetrådar) upptäcktes 1839 av den tjeckiske anatomen Jan Evangelista Purkyně. Dessa celler styr kontraktionen i hjärtats kammare.

## Uppbyggnad
Cellerna är kopplade till hjärtats AV-knuta, som fångar upp den elektriska signalen som kommer från förmaken. Därifrån går cellerna i två grenar ner genom mellanväggen till kamrarna och sedan svänger de upp mot kammarens utgång vid fickklaffarna. De två grenarna är isolerade från varandra av ett kollagenlager. Cellerna är tvåkärniga.

## Funktion
När AV-knutan släpper fram signalen går den elektriska impulsen först till botten av hjärtat för att där få hjärtmuskeln att börja kontrahera. Signalen fortsätter sedan upp mot klaffarna så att kontraktionen ger maximal effekt mot öppningen. Dessa celler kan även bygga upp en aktionspotential själva, utan hjälp av sinusknutan om den av någon anledning inte startar, så att hjärtat slår med mellan 20 och 60 slag per minut (beroende på om det är höger eller vänster kammare som ger signalen, eftersom det skiljer lite).